# Ablação (geologia)
Ablação em geologia são todos os processos pelos quais a neve, o gelo ou a água são perdidos por uma geleira, pelo gelo flutuante ou pela cobertura de neve sazonal. Inclui derretimento, evaporação, desprendimento, erosão eólica e avalanches. É também usado para expressar a quantidade perdida por esses processos.
Área de ablação é a parte menos elevada de uma geleira onde anualmente ocorre a perda de massa.